# M/S Stena Spirit
M/S Stena Spirit är en kombinerad kryssnings/bil/passagerarfärja som från juni 2011 trafikerar Karlskrona-Gdynia (färjelinje).

## Historia
Fartyget trafikerade linjen  färjelinjen Göteborg–Kiel under namnet M/S Stena Scandinavica under åren 1988-2011. Stena Line lade en stororder om fyra "supernight ferries" på det polska varvet 1979. De inrikespolitiska oroligheterna under 1980-talet kom dock att försena leveranserna betydligt. Stena Line avbeställde två av fartygen som dock var påbörjade. Den 22 juli 1986 togs arbetet på fartyget B494/2 över av viss svensk hjälp, Skanska, och den 29 november 1987 lämnade fartyget Gdansk mot Göteborg för kompletteringsarbeten. M/S Stena Scandinavica döptes 10 februari 1988 av Gudmor H.M Drottning Silvia vid Schwedenkai i Kiel. 19 dagar senare togs fartyget i bruk och var vid det tillfället världens näst största passagerarfärja tillsammans med systerfartyget Stena Germanica. De största var Viking Lines färjor Olympia och Mariella. Fartyget stoltserade med a la carte restaurangerna "Vier Jahrezeiten", senare Gustavianska Matsalen, Värdshuset och Brasserie samt en huvudrestaurang (buffé) med Bierstube. Till den stora tax-free butiken på däck 8 kunde man de första åren åka rulltrappa upp från arkadbaren på salongsdäck 9. Shoppen hade stor parfymavdelning, presentavdelning samt cognacskällare. Färgsättningarna i salongerna var inte tidsenliga på grund av leveransförseningen och det samt ombyggnation av den förliga konferensavdelningen, där alla rum var namngivna efter västtyska städer, gjordes i ordning vid ett varvsbesök i Kiel. (troligen 1989) 

### Större händelser i fartygets historia
20 maj 1993 bombhotades fartyget strax efter avgång från Kiel och återvänder för utrymning av passagerare. Tysk polis genomsöker fartyget utan resultat och fartyget avgår mot Göteborg vid 22:30.
9 april 1998 ca kl 21 på väg mot Kiel utbryter en brand i hytt 6338, 2 hytter brandskadas och 42 hytter rök- och vattenskadas. Två personer avförs från fartyget med helikopter och fartyget fortsätter till Kiel när branden som släcktes av båtens egna brandgrupp. Stena Scandinavica har varje år gått extratur på dagtid till Fredrikshavn under sommaren och vid ett flertal andra tillfällen.

#### Linjebytet
Stena Scandinavica trafikerade från 29 februari 1988 till 19 april 2011 linjen Göteborg-Kiel tillsammans med systerfartyget Stena Germanica (nu Stena Vision).
Stena Scandinavica avgick mot Kiel sista gången 17 april 2011, kl 19:30 och från Kiel, Schwedenkai 19 april 2011. I den nya terminalen pyntades fönstren med "Good Bye Stena Scandinavica". Efter ankomsten till Göteborg, Majnabbe avgick fartyget kl 11:20 mot Cityvarvet för ombyggnad till M/S Stena Spirit med ny spaanläggning i konferensavdelningen, nya sviter, ny chaufförssalong samt borttagning av hytter på däck 5 och 6. Fartyget ersätter M/S Stena Baltica som våren 2011 av Stena är satt till försäljning. (Stena Vision ersatte M/S Finnarrow i november 2010.) M/S Stena Spirit började segla på sin nya linje Karlskrona-Gdynia den 28 juni 2011.
Under 2021 flaggades både Stena Vision och Stena Spirit om till cypriotisk flagg, med hemmahamn Limassol och seglar med polsk besättning.

#### Kranolyckan
Vid morgonavgången från Gdynia den 18 maj 2012 kolliderade Stena Spirit med en av containerkranarna tillhörande den vid Stenas terminal intilliggande Baltic Container Terminal. Tre hamnanställda skadades, varav två allvarligt. Enligt obekräftade uppgifter ska den polske kaptenen, som var ivrig att komma iväg före tidtabellen, varit ensam på bryggan vid avgången eftersom överstyrmannen som var med vid lastningen ej hunnit på bryggan. Fartyget återvände till kaj och efter polisundersökning återupptåg hon resan till Sverige ca 10 timmar försenad. Inga tekniska fel hittades, så det hela berodde troligtvis på handhavandefel.